# Шуджа ад-Даула
Шуджа ад-Даула (урду شجاع الدولہ, гінді शुजा उद दौला, 19 січня 1732 — 26 січня 1775) — наваб Ауду у 1754—1775 роках.

## Життєпис
Прийшов до влади 1754 року. 1761 отримав титул візира Могольської імперії. Невдовзі став практично незалежним володарем Ауду. 1764 року брав участь у поході проти англійців у Бенгалії спільно з падишахом Шах Аламом II і бенгальським навабом Мір Касімом. Однак під Буксарі військо союзників зазнало нищівної поразки від англійських загонів.
До кінця свого правління Шуджа ад-Даула потрапив у політичну і фінансову залежність від британської Ост-Індійської компанії.